# Anakoloet
Een anakoloet is een zin die is opgebouwd uit twee (of meer) tegenstrijdige zinspatronen. De zin die daardoor ontstaat, is ongrammaticaal.

## Etymologie
Het woord is afgeleid van het Griekse woord anakolouthon (van an, "niet, zonder", akolouthon, "samenhang, consequentheid").
(De equivalente Latijnse term, die echter vooral in de logica gebruikt wordt, is "non sequitur": dit betekent "dat volgt er niet uit", en het is dan een redenering die niet juist is.)

## Voorbeeld
De volgende zin is een anakoloet:
Een man die zoiets doet, dan kun je hem niet meer vertrouwen. (1)
De taalgebruiker is uitgegaan van het correcte taalpatroon:
Een man die zoiets doet, kun je niet meer vertrouwen. (2)
om halverwege over te schakelen op een ander correct patroon:
Als een man zoiets doet, dan kun je hem niet meer vertrouwen. (3)

## Welgevormde zinnen
De grammatica van een taal staat een bepaalde set zinspatronen toe. Zinnen die aan een van die patronen voldoen, zoals (2) en (3) hierboven, worden "welgevormd" genoemd. Maar doordat een taalgebruiker deze patronen werktuiglijk toepast, is hij zich er doorgaans niet van bewust welk patroon hij kiest. Dat kan ook niet; het zou aan het taalgebruik iedere spontaniteit ontnemen.

## Zinnen die niet goed lopen
Dit spontane taalgebruik kan er echter toe leiden dat de taalgebruiker een zin begint overeenkomstig het ene zinspatroon (2), maar dan overschakelt op een ander patroon (3). Het resultaat is een anakoloet (1).
In de spreektaal, met name in informele conversatie, komt dit veelvuldig voor, en daar is het ook geen enkel probleem; toehoorder noch spreker verwachten dat een zin altijd welgevormd is. Men aarzelt, herneemt zich, onderbreekt door tussenwerpsels als "...eh...", of begint de zin opnieuw.
In de schrijftaal wordt minder spontaniteit verwacht, en juist meer verzorgdheid. Daar kan de anakoloet als een stijlfout worden beschouwd, indien hij onbewust wordt gemaakt. Als ongrammaticale zin is de anakoloet te vergelijken met de apokoinou. Waar de apokoinou door het toevoegen of vervangen van één enkel woord tot een grammaticale zin kan worden omgevormd, is dat bij een anakoloet enkel mogelijk door middel van een verandering van de woordvolgorde. 
Bewust gebruik wordt juist wel als stijlfiguur gezien, maar dit komt veel minder voor. Bij een voor de stilistiek relevant gebruik van de anakoloet is het de bedoeling om de aandacht van de lezer op de boodschap te richten.

## Ironische definitie
Een ironische definitie van een anakoloet is die van Battus in zijn Opperlandse taal- & letterkunde:
"Een 'anakoloet' is de zin die niet op de juiste hoewel hij misschien aantoont dat de regels niet in alle gevallen voorzien en er eentje op te schrijven niet meevalt hoewel je ze ik tenminste voortdurend uitspreek."